# Stephanie Pohl (jugadora de vóley playa)
Stephanie Pohl (Finsterwalde, 7 de mayo de 1978) es una deportista alemana que compitió en voleibol, en la modalidad de playa.
Ganó dos medallas en el Campeonato Europeo de Vóley Playa, oro en 2003 y bronce en 2005. Participó en dos Juegos Olímpicos de Verano, ocupando el quinto lugar en Atenas 2004 y el noveno en Pekín 2008.

## Palmarés internacional
| Campeonato Europeo | Campeonato Europeo | Campeonato Europeo | Campeonato Europeo |
| Año                | Lugar              | Medalla            | Pareja             |
| ------------------ | ------------------ | ------------------ | ------------------ |
| 2003               | Alanya (Turquía)   | Medalla de oro     | Okka Rau           |
| 2005               | Moscú (Rusia)      | Medalla de bronce  | Okka Rau           |